# Monasterio de Santa María de Mur
El antiguo cenobio agustiniano de Santa María de Mur que se encuentra en la comarca catalana de Pallars Jussá, fue fundado en el 1069 por los condes de Pallars Jussá Ramón IV y su esposa Valença, consagrándose en el año 1069 por el obispo Guillem de Urgel. Una muralla alrededor del castillo y del monasterio lo convertían en una gran fortificación.

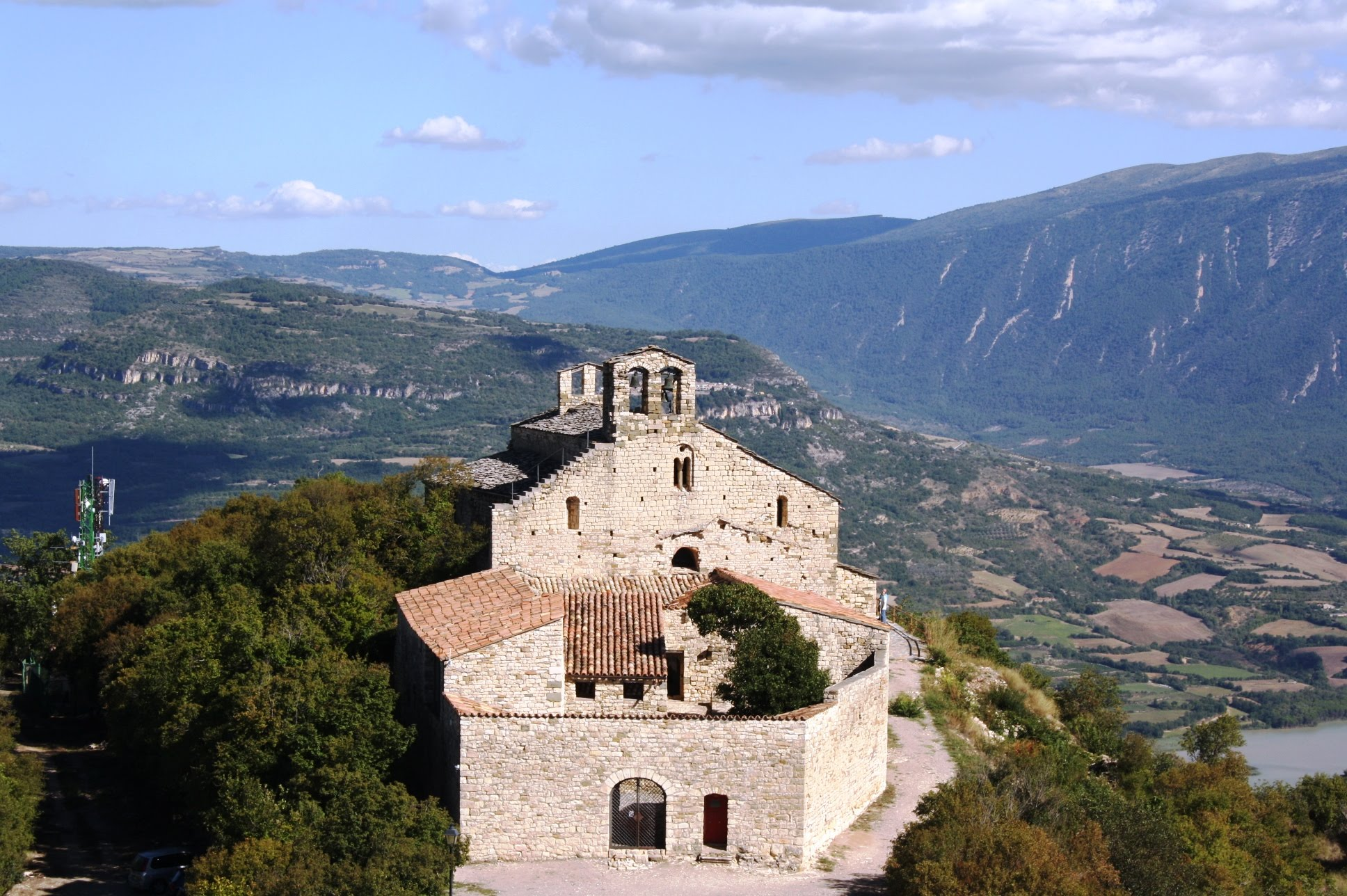
Santa María de Mur vista desde el Castillo de Mur

Declarado Monumento Histórico Artístico en el año 1920.

## Historia
Tras la muerte de Ramon IV de Pallars Jussá, su viuda Valença e hijo Pedro consiguieron de parte del Papa Urbano II la introducción de una comunidad agustina, siendo su primer prior Berenguer Olomart, aunque antes de la introducción agustina ya había un capellán llamado Martí, quien menciona a un sacerdote llamado Galindo como su primer regidor y de quien aparece el nombre en el acta de consagración.
Con el tiempo hubo varias donaciones que permitieron una comunidad de regulares en el edificio hasta que Clemente VIII decretó su secularización en el 1592 por lo que solo quedó un pavorde como autoridad de las parroquias de Mur, Guardia, Meull, Moro, Alsina, Estorn, Puigcercós, el priorato de Santa Lucia y la parroquia de Soliva de Aragón.
Tras la Primera Guerra Carlista, un sacerdote compró el cenobio con la intención de convertirlo en un centro de misioneros.

## Edificio
La iglesia es de estilo románico-lombardo, con tres naves cubiertas con bóveda de cañón, separadas por pilares y con tres ábsides semicirculares, en origen tenía tres altares consagrados a Santa María, de quien toma el nombre, a San Pedro y a San Esteban.

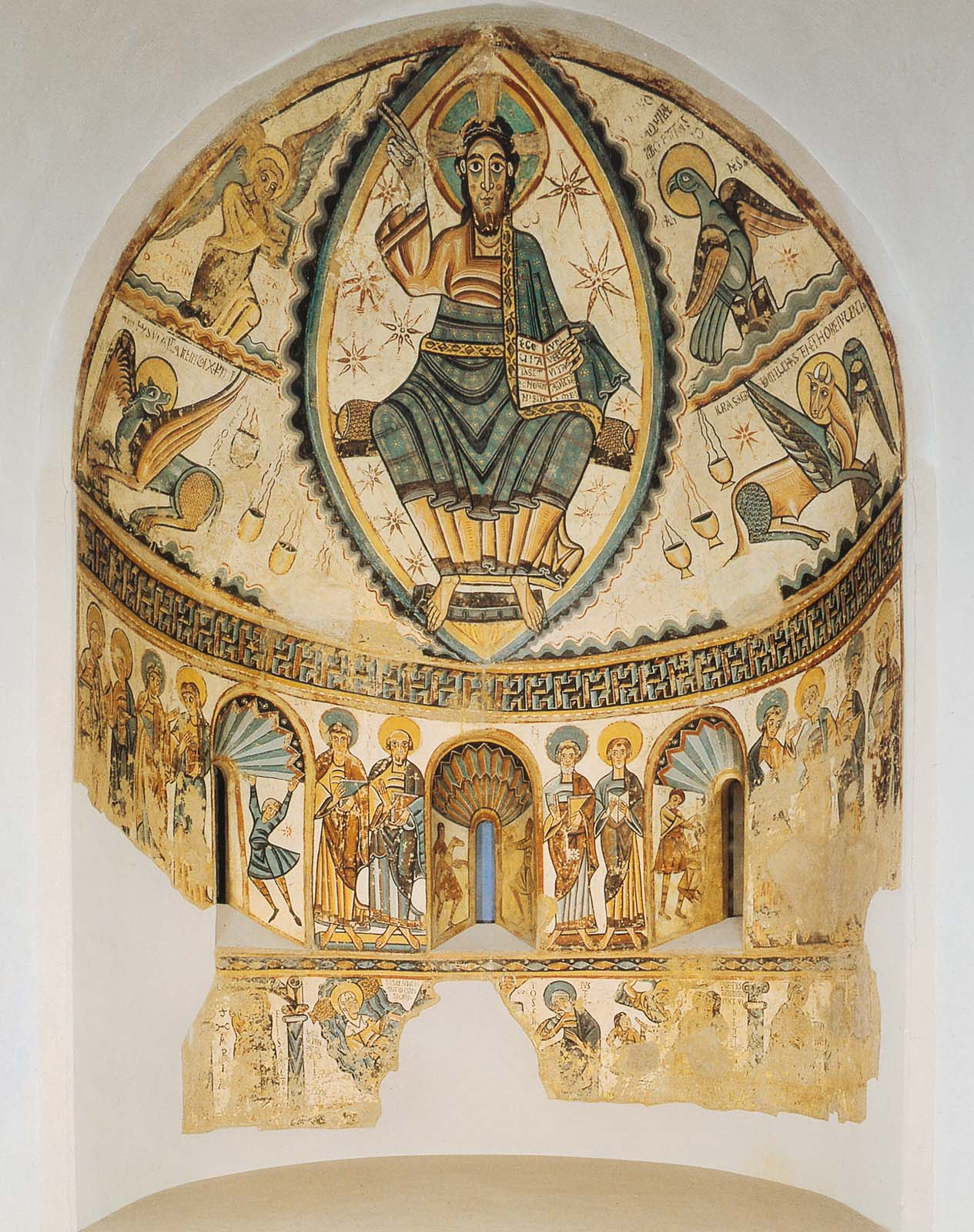
Pinturas murales del ábside del monasterio, hoy en día en el Museo de Bellas Artes de Boston

Las pinturas murales del ábside central fueron arrancadas mediante strappo en el 1919 y vendidas al anticuario Ignacio Pollak a pesar de la intervención de la Junta de Museos de Cataluña, las pinturas fueron a parar a Estados Unidos y hoy en día se encuentran en el Museo de Bellas Artes de Boston; y las otras pinturas de la absidiola sur, en el Museo Nacional de Arte de Cataluña, en Barcelona. Quedan in situ unas pequeñas muestras, bastante ennegrecidas.

## Claustro
De forma rectangular, el claustro del siglo XII ha sido restaurado después de haber sufrido en años pasados una gran expoliación. Consta de unas galerías cubiertas con vigas de madera y sostenidas por columnas con capiteles dispuestos en una sola hilera y con pilares rectangulares en las esquinas, su decoración está bastante estropeada, pero aún se reconocen algunos ornamentos geométricos, vegetales y humanos.